# ТЕС Кадда (B-R Powergen)
ТЕС Кадда (B-R Powergen) – електростанція неподалік від північно-західної околиці бангладеської столиці Дакки, яка належить компанії B-R Powergen. 
В 21 столітті на тлі стрімко зростаючого попиту у Бангладеш почався розвиток генеруючих потужностей на основі двигунів внутрішнього згоряння, які могли бути швидко змонтовані. Зокрема, в 2015-му у Кадді почала роботу перша черга електростанції компанії B-R Powergen – спільного  підприємства, створеного на паритетних засадах Rural Power Company Limited (RPCL) та Bangladesh Power Development Board (BPDB). Вона має 9 генераторних установок MAN 18V51/60DF загальною потужністю 155 МВт. Енергетична ефективність станції становить 43% відповідно. 
Як паливо станція спершу використовувала лише нафтопродукти, проте в подальшому була також підключена до природного газу (останній надходить до Кадди через відгалуження від газотранспортного коридору Ашугандж – Бхерамара).
Можливо відзначити, що поруч зі станцією RPCL знаходяться ТЕС Кадда компанії Summit та ТЕС Кадда, яка належить виключно компанії RPCL.